# Mourisca do Vouga
Mourisca, ou Mourisca do Vouga, é uma vila portuguesa que pertence à atual União de Freguesias de Trofa, Segadães e Lamas do Vouga, no Município de Águeda, freguesia que integra também Trofa e Segadães.[carece de fontes?]

## História
Aldeia até 1927, Mourisca foi elevada à categoria de vila nesse ano pelo decreto n.º 13339, publicado no Diário do Govêrno n.º 63/1927, Série I de 26 de março.

## Desporto
O clube de futebol União Desportiva Mourisquense foi fundado em 1949. O seu estádio é o Estádio Manuel Castro Azevedo com 5.000 lugares.[carece de fontes?]